# White House Down
White House Down is een Amerikaanse actie-thriller uit 2013, geregisseerd door Roland Emmerich. De film is na Olympus Has Fallen de tweede film uit 2013 waarbij een terroristische aanval op het Witte Huis is verfilmd.

## Verhaal
Als het Witte Huis wordt overvallen door een groep paramilitairen, weet John Cale (toevallig aanwezig in het Witte Huis) de Amerikaanse president te redden.

## Rolverdeling
| Acteur            | Personage                     |
| ----------------- | ----------------------------- |
| Channing Tatum    | John Cale                     |
| Jamie Foxx        | President James W. Sawyer     |
| Maggie Gyllenhaal | Carol Finnerty                |
| Jason Clarke      | Emil Stenz                    |
| Richard Jenkins   | Eli Raphelson                 |
| Joey King         | Emily Cale                    |
| James Woods       | Martin Walker                 |
| Nicolas Wright    | Donnie Smith, Witte Huis-gids |
| Jimmi Simpson     | Skip Tyler                    |
| Michael Murphy    | Vicepresident Alvin Hammond   |
| Rachelle Lefevre  | Melanie, Emily's moeder       |
| Lance Reddick     | Generaal Caulfield            |
| Matt Craven       | Agent Kellerman               |
| Jake Weber        | Agent Hope                    |
| Peter Jacobson    | Wallace                       |
| Kevin Rankin      | Killick                       |
| Falk Hentschel    | Motts                         |
| Garcelle Beauvais | Alison Sawyer                 |
| Barbara Williams  | Muriel Walker                 |
| Jackie Geary      | Jenna                         |
| Andrew Simms      | Roger Skinner                 |